# Marco Bode
Marco Bode (Osterode am Harz, 1969. július 23. –) német válogatott labdarúgó. Egész pályafutását a Werder Bremen csapatában töltötte.

## Pályafutása

### Klubcsapatokban
Első klubcsapata juniorként a VfR Osterode volt, mielőtt a Werder Bremen amatőr csapatához került 1988-ban. Otto Rehhagel választotta ki és nem sokkal később már az első csapatban találta magát. 1989 és 2002 között összesen 379 mérkőzésen lépett pályára a Werder színeiben és 101 gólt szerzett, amivel Werder történetének leggólerősebb támadója lett. Pályafutása során több alkalommal is hívták nagy európai klubcsapatok –mint például a Bayern München– de ő mindvégig hűséges maradt a klubjához. Bode ismert volt a játékhoz való méltányos és sportszerű hozzáállásáról. Soha egyetlen alkalommal sem kapott piros lapot, mindemellett műveltség terén is kiemelkedő volt. Erről a televízióban adott interjúi adtak tanúbizonyságot.
A 2002-es világbajnokság után 33 évesen visszavonult.

### Válogatottban
Az NSZK U21-es válogatottjában négy mérkőzésen kapott szerepelt és kétszer volt eredményes.
A felnőtt válogatottban 1995-ben mutatkozott be. tagja volt az 1996-os Európa-bajnokságon győztes válogatottnak és részt vett a 2000-es Európa-bajnokságon.
A 2002-es világbajnokságon a Kamerun elleni csoportmérkőzésen 0–0-s állásnál Rudi Völler becserélte és ő szerezte a németek első gólját. Végül 2–0-ra megnyerték a meccset és csoportgyőztesként jutottak tovább. Mint később kiderült, ez volt Bode utolsó válogatottbeli gólja és összesen kilencet szerzett.
Utolsó válogatott mérkőzését Brazília ellen játszotta a 2002-es vb döntőjében.

## Sikerei, díjai
Németország
- Európa-bajnokság 1. hely (1): 1996
- Világbajnokság 2. hely (1): 2002

Werder Bremen
- KEK: 1. hely (1): 1991–92
- UEFA-szuperkupa: 1. hely (1): 1992
- UEFA Intertotó Kupa: 1. hely (1): 1997–98
- Bundesliga: 1. hely (1): 1992–93
- DFB-Pokal: 1. hely (3): 1990–91, 1993–94, 1998–99
- Német szuperkupa: 1. hely (3): 1988, 1993, 1994

Egyéni
A Werder Bremen történetének leggólerősebb játékosa 101 találattal.